# 13744 Ріклайн
13744 Ріклайн (13744 Rickline) — астероїд головного поясу, відкритий 22 вересня 1998 року.
Тіссеранів параметр щодо Юпітера — 3,357.